# 탄쑹윈
탄쑹윈(중국어 간체자: 谭松韵, 정체자: 譚松韻, 병음: Tán Sōngyùn, 한자음: 담송운, 1990년 5월 31일~)은 중화인민공화국의 배우이다.

## 작품 목록

### 드라마
- 2011년 동방 위성 텔레비전 동방극장 《후궁견환전》 - 순상재 역
- 2012년 안후이 위성 텔레비전 해돈제일극장 《김태랑적행복생활》 - 목동 역
- 2012년 베이징 텔레비전 품질극장 《서울임사부》 - 궁금수 역
- 2013년 CCTV-8 황금강당극장 《마마적화양연화》- 쑤샤오만 역
- 2014년 동방 위성 텔레비전 몽상극장 《대당가》 - 계화향 역
- 2015년 후난위성텔레비전 청춘진행중 《선풍소녀》 - 범효옥 역
- 2016년 아이치이 웹 드라마 《최호적아문》 - 겅겅 역
- 2016년 후난위성텔레비전 청춘진행중 《선풍소녀 2》 - 범효옥 역
- 2017년 선전 위성 텔레비전 황금극장 《특화사》 - 진진 역
- 2017년 텐센트 웹드라마 《여우의 여름》 - 리옌슈 역
- 2017년 후난위성텔레비전 청춘진행중 《랑화일타타》 - 운도 역
- 2019년 아이치이 웹드라마 《금의지하》 - 원금하 역
- 2020년 아이치이 웹드라마 《민초기인전》 - 희수 역
- 2020년 후난위성텔레비전 금응독파극장 《이가인지명》 - 리젠젠 역
- 2020년 유쿠 웹드라마 《친애적마양가》 - 마효효 역
- 2021년 텐센트 웹드라마 《금심사옥》 - 뤄십일량 역
- 2021년 후난위성텔레비전 금응독파극장 《이상조요중국》 - 후웨이우 역
- 2021년 베이징 텔레비전 품질극장 《아문적신세대》 - 황쓰치 역
- 2022년 동방 위성 텔레비전 동방극장 《청규아총감》 - 닝멍 역
- 2022년 아이치이 웹드라마 《향풍이행》 - 청샤오 역
- 2023년 후난위성텔레비전 금응독파극장 《귀로》 - 구이샤오 역
- 2024년 후난위성텔레비전 금응독파극장 《니비성광미려 : 별처럼 아름다운 너》 - 지싱 역
- 2024년 유쿠 웹드라마 《촉금인가》- 계영영 역